# Heiliger Gral
Die Legende um den Heiligen Gral, kurz auch (der) Gral genannt, erschien im späten 12. Jahrhundert in vielgestaltiger Form in der mittelalterlichen Artus-Sage. Verschiedene Versionen der Legende kreisen um den Gral als ein wundertätiges Gefäß, das mit dem heiligen Abendmahl in Verbindung steht, sowie um die Ritter, die nach diesem Gral, und damit letztlich nach Erlösung, suchen. Im hochmittelalterlichen Gralsmythos vermischen sich Anliegen des Christentums und des Feudaladels sowie Versatzstücke der christlichen Liturgie (im Motiv des Kelchs) und des Reliquienkultes (Heilige Lanze) mit archetypischen Bildern und mündlichen Überlieferungen keltischer und orientalischer Herkunft.

## Wortherkunft
Die Herkunft des Wortes Gral ist nicht restlos geklärt: Am wahrscheinlichsten ist die Herleitung aus okzitanisch grazal, altfranzösisch graal ‚Gefäß‘, ‚Schüssel‘, das vermutlich etymologisch auf Griechisch krater ‚Mischgefäß‘ über lateinisch cratalis/gradalis zurückgeht. Im Altspanischen ist grial ebenso wie im Altportugiesischen gral ein gängiger Begriff für einen Mörser oder ein mörserförmiges Trinkgefäß.

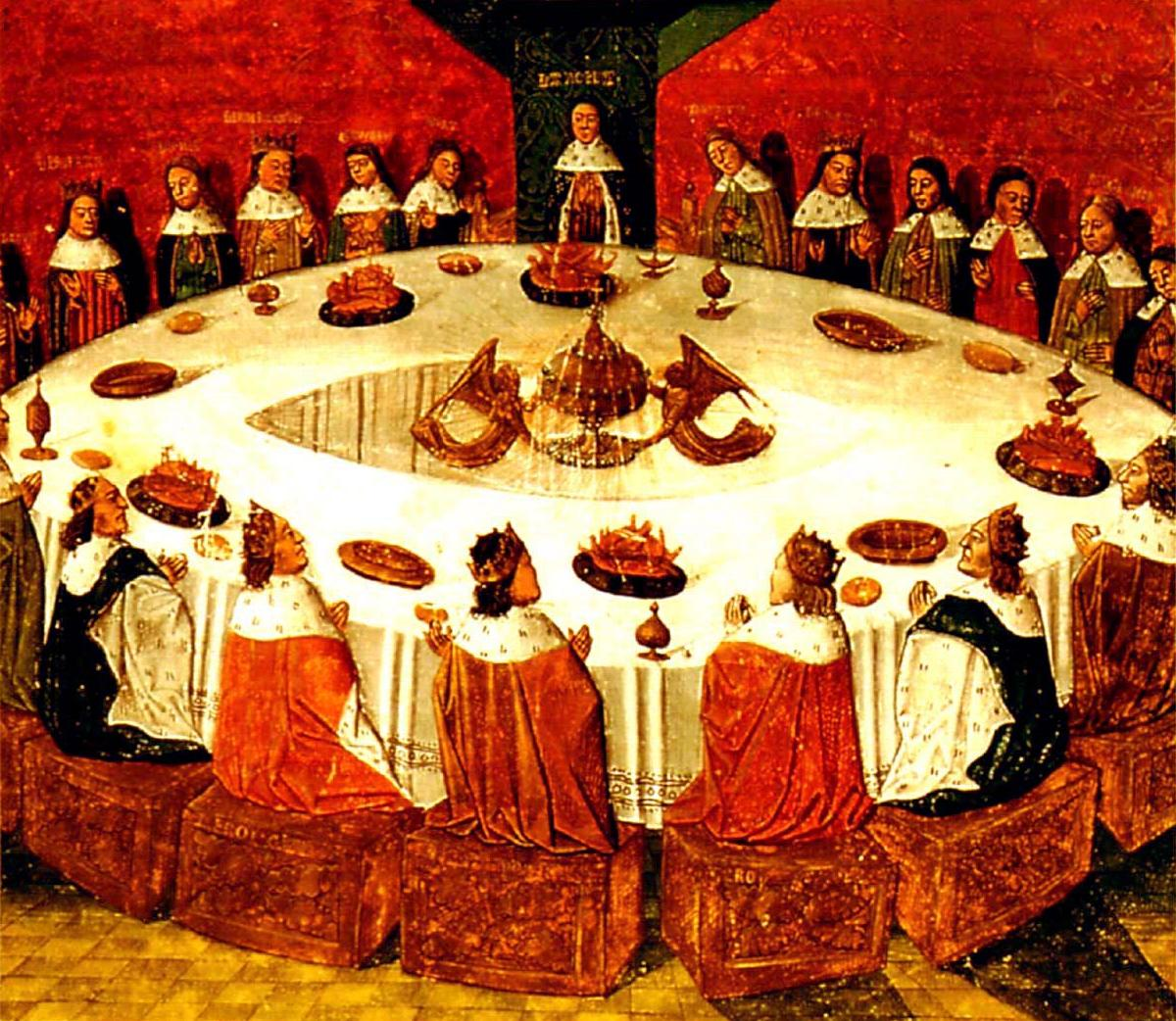
Der Gral in der Mitte von Artus’ Tafelrunde, französische Handschrift des 14. Jahrhunderts.

 Frühere Herleitungen etwa von sang real ‚Blut des Königs‘ oder le Saing-réal ‚das wirkliche Blut‘ sind wenig wahrscheinlich.

## Die Legende der Gralssuche

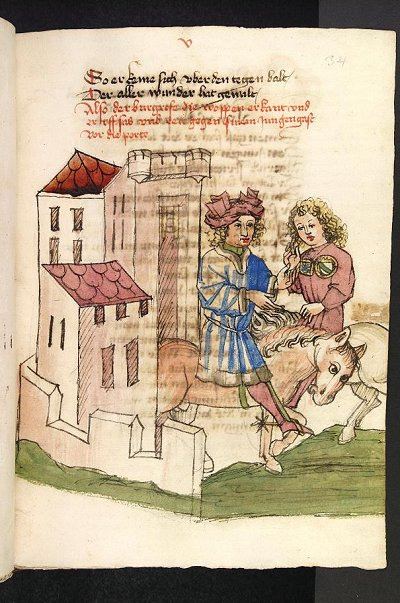
Der Burggraf von Patelamunt reitet Gahmuret, den er am Wappen erkannt hat, entgegen (UB Heidelberg, Cod. Pal. germ. 339, Blatt 34r)

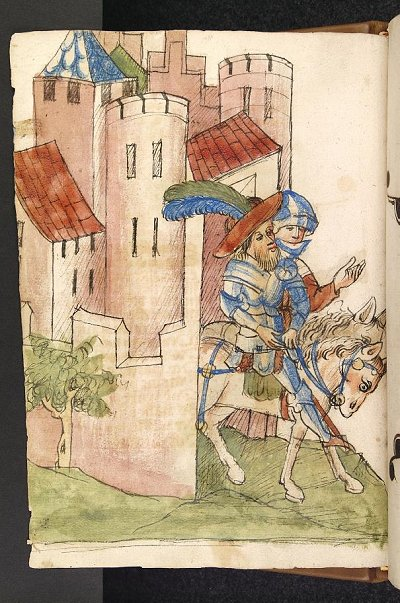
Gahmuret verlässt seine Heimat mit einem Begleiter (UB Heidelberg, Cod. Pal. germ. 339, Blatt 5v)

Alle Überlieferungen beschreiben den Gral als ein wundertätiges Gefäß in Form einer Schale, eines Kelchs oder eines Steines (lapis). Zusammen mit einer blutenden Lanze wird er in einer unzugänglichen Burg von Gralskönig und Gralsrittern bewacht. Er soll Glückseligkeit, ewige Jugend und Speisen in unendlicher Fülle bieten.
Dieses wunderkräftige und heilige Gefäß, das ewige Lebenskraft spendet, ist umgeben von einer Gemeinschaft, die unter einem Mangel leidet. Dieser drückt sich in verschiedenen Bildern aus: dem Siechtum des Königs, der Unfruchtbarkeit des Reiches (Motiv der terre gaste, des ‚Öden Lands‘), der Sterilität der Gralsgemeinschaft. Daher wartet die Gralsgemeinschaft auf einen Helden, der den Gralskönig erlösen und ablösen kann.
Dieser Held, Parzival (auch: Perceval, Peredur, Perlesvaus), Gawain, Galahad oder Bors, in dem sich größter Heldenmut und Reinheit vereinen, wächst abseits der Welt auf. Ihm fehlt der Sinn für die Wirklichkeit, weshalb er auch „tumber Tor“ oder „großer Narr“ genannt wird.
Der Held verlässt sein behütetes Zuhause und wünscht sich, der bedeutendste Ritter seiner Zeit zu werden. Am Hof von König Artus wird er zum Ritter geschlagen und in die Gemeinschaft der Tafelrunde aufgenommen. Der Held erwirbt sich Ansehen durch seinen tollkühnen Umgang mit Waffen und durch seine naive Art, als er sich einfach auf den „Platz der Gefahr“ setzt.
Die Handlungsstränge der einzelnen Gralslegenden gehen nun auseinander: Entweder begibt sich der Held alleine auf die Suche nach dem Gral, oder der Heilige Gral erscheint als strahlende Vision am Tisch der Tafelrunde, so dass alle Ritter gemeinsam die Suche nach dessen Geheimnis beginnen. Im Folgenden werden in diversen Variationen die Abenteuer der Ritter geschildert, die verschiedene Aufgaben lösen müssen. Der Held muss sich immer wieder neuen Rätseln stellen, beispielsweise die richtige Frage stellen, sich selbst treu bleiben, eine Burg erobern oder Unrecht rächen. Da in einigen Gralslegenden der Zauberer Merlin als eigentlicher Initiator der Suche nach dem Gral angesehen wird, greift er jeweils helfend ein.
Ritter, die mit einem Makel behaftet sind, scheitern bei der Gralssuche. Der Held verändert sich während der Gralssuche, er erwirbt sich zu seinem Mut und seiner Unschuld auch Erfahrung. Zuletzt gelingt es den Rittern gemeinsam oder dem Helden allein, das Geheimnis des Heiligen Grals zu enthüllen. Durch die Taten des Helden wird der Gralshüter, der verletzt oder krank ist, geheilt, und das zerstörte Land erblüht wieder. Der Held wird der Nachfolger des Hüters.

## Ursprünge und Elemente der Legende
Im Gralsmythos laufen verschiedene Traditionen zusammen. Es handelt sich um eine Mischung aus keltischen, christlichen und orientalischen Sagen und Mythen.
Nordfrankreich war über mehrere Jahrhunderte hin ein Schmelztiegel gallisch-keltischer, romanischer, fränkischer und normannischer Bevölkerungsgruppen und ihrer Traditionen. In diesem Umfeld entstand die Artus-Sage.
Die Pilger- und Kriegszüge ins Heilige Land, die dort gesuchten Reliquien und Orte der Passionsgeschichte, die ständige Gefährdung der christlichen Herrschaft in Jerusalem, die Gründung von Ritterorden wie den Templern zum Schutz dieser Herrschaft trugen Stoff zu der Legende bei.

### Christliche Elemente
Außerhalb der Gralsromane gibt es eine kirchliche Überlieferung, die Josef von Arimathäa mit dem Kelch in Verbindung bringt. Diese geht auf den Bischof Amalarius von Metz zurück († um 850), der begann, die Eucharistiefeier allegorisch zu interpretieren. Der Altar wird hier das Grab Christi, das Altartuch das Leichentuch. Fassbar wird diese Überlieferung bei Theologen des 12. und 13. Jahrhunderts wie Rupert von Deutz, Hildebert von Tours und Guillaume Durand. Von diesen wiederum hat Robert de Boron sein Gralsmaterial übernommen.
In der Figur des Josef von Arimathäa kommt eine christliche Strömung zum Ausdruck, die abseits der Lehre der Kirche steht. Er repräsentiert ein fernes Echo des Urchristentums, das im Bild der Gralsgemeinde und ihrer Kulthandlung um das Gralsgefäß weiterlebt. Um seine Person herum verkörperte sich die neu aufkommende Strömung der Mysterienfrömmigkeit (etwa seit dem 8. Jahrhundert), die erst zur Zeit ihrer Unterdrückung durch die offizielle Kirche in die literarischen Zeugnisse eingegangen ist.
Sehr früh verband sich der Gral mit der christlichen Tradition der Eucharistie: Der Gral wurde als der Kelch verstanden, den Jesus Christus beim letzten Abendmahl mit seinen Jüngern benutzt und in dem Josef von Arimathäa das Blut Christi unter dessen Kreuz aufgefangen haben soll, wie schon früh in apokryphen Schriften berichtet wurde. Der Gral stellt sich damit als eine der zahlreichen mittelalterlichen Reliquien dar (Longinuslanze, Turiner Grabtuch, Schweißtuch der Veronika, Eucharistie-Wunder von Lanciano, Blutwunder des Januarius in Neapel).
Ähnlich diesen Überlieferungen gehört die Entstehung der Gralslegende mentalitätsgeschichtlich in die Entwicklung der zunehmenden Eucharistiefrömmigkeit des 12./13. Jahrhunderts. In dieselbe Zeit fallen auch die Entwicklung der Transsubstantiationslehre (auf dem Vierten Laterankonzil (1215) wurde das Wort „transsubstantiare“ erstmals in einem offiziellen kirchlichen Dokument verwendet, seine exakte Bedeutung allerdings noch nicht verbindlich festgelegt), die Entstehung des Fronleichnamfestes (1264 von Papst Urban IV. zum Fest der Gesamtkirche erhoben).
Die in Gralslegende, Transsubstantiationslehre, Fronleichnam (Fest der leibhaften Gegenwart Christi im Altarssakrament) sich ausdrückende Lehre von der wahrhaftigen Gegenwart des Blutes Christi in der Eucharistie und seiner Heilswirkung ist geistesgeschichtlich von der scholastischen Hauptkontroverse im Streit zwischen „Realismus“ und „Nominalismus“ bestimmt, dem sog. „Universalienstreit“ – der sich übrigens literarisch in dem Roman Der Name der Rose von Umberto Eco spiegelt.

### Keltische Elemente
Wie in die Artusromane sind auch in die Gralslegende keltische Motive eingeflossen.
Es existiert eine enge Verbindung zwischen dem Mythos des Heiligen Grals und den Legenden, die sich um König Artus und die Ritter der Tafelrunde ranken. Die Geschichte um das verlorene Paradies und die folgende Gralssuche als der Versuch, das Paradies wieder zu erlangen, stehen häufig im Mittelpunkt der Artuslegenden. Sie bilden oft den Hintergrund für zahlreiche andere Legenden, so z. B. auch für die Geschichte des Zauberers Merlin, die Lebensgeschichte Lancelots oder die Erzählungen von der Insel Avalon. Auch das Speisewunder des Grals wird auf Vorstellungen von einem magischen Trink- oder Füllhorn im Mabinogion zurückgeführt.

## Der Gral in der mittelalterlichen Dichtung
Das Motiv des Grals taucht in der europäischen Literatur erstmals zu Ende des 12. Jahrhunderts auf.

### Chrétien de Troyes
Die älteste bekannte Gralserzählung ist der unvollendete mystisch-religiöse Perceval-Versroman (Le Conte du Graal) des französischen Dichters Chrétien de Troyes (vor 1150 – um 1190), für den Grafenhof von Flandern zwischen 1179 und 1191 abgefasst. Auf welche Vorformen er sich stützte, ist unbekannt, sicher ist nur, dass sich Chrétien auf ein Buch in der Bibliothek des Grafen von Flandern, beruft. So kann man nur mutmaßen, ob schon vor Chrétien der Gral mit der Figur des Perceval und der Artussage verbunden war oder ob Chrétien diese Bausteine selbst zusammenfügte. Chrétien und seine Zeitgenossen kannten die Artuslegenden, die die so genannte „Matière de Bretagne“, den britannischen Sagenkreis, bildeten. Die Legenden dieses Sagenkreises waren durchwoben von Begegnungen mit dem Übernatürlichen und mit magischen und mystischen Mächten. Es wird vermutet, dass Chrétien auch die irischen echtrai oder Aventüren, die ersten von Flüchtlingen auf das europäische Festland mitgebrachten keltischen Legenden, kennenlernte.

Der Gral wird von Repanse de Schoye auf einem Tuch präsentiert, Bildausschnitt aus einer Parzival-Handschrift des 13. Jahrhunderts.

Bei Chrétien ist der Gral eine mit kostbaren Edelsteinen verzierte Goldschale, in der dem Vater des leidenden Gralskönigs (er wird Roi Pêcheur, der Fischerkönig, genannt) in einer feierlichen Prozession eine geweihte Hostie zugetragen wird, die seine einzige Nahrung darstellt. Perceval soll seinen Onkel, den gelähmten Gralskönig, durch eine bestimmte Frage erlösen. Aus Unkenntnis unterlässt er es jedoch, die Frage zu stellen, und scheitert; der Roman bricht ab.

### Robert de Boron
Die Herkunft und Bedeutung des Grals, die bei Chrétien in mysteriösem Dunkel verbleiben, hat erstmals Robert de Boron am Ende des 12. Jahrhunderts mit christlichen Aspekten ausgestattet: Der Gral sei der Kelch, der beim letzten Abendmahl verwendet wurde und in dem Josef von Arimathäa das Blut Christi vom Kreuze aufgefangen habe, wie es im Nikodemus-Evangelium berichtet wird. Später sei er dann vor den Römern mit dem Gral nach England geflüchtet. Die Lebensdaten von Robert de Boron sowie der Zeitpunkt des von ihm verfassten Roman de l’estoire dou Graal sind nicht eindeutig bestimmbar. Es wird vermutet, dass er ihn annähernd gleichzeitig mit Chrétien de Troyes schrieb.
Sehr aufschlussreich ist das ebenfalls von Robert de Boron stammende Werk Joseph d’Arimathie, das Textkritiker zeitlich vor dem Roman de l’estoire dou Graal setzen und das damit das erste Werk ist, das den Gral als den Abendmahlskelch festlegt. Textkritische Untersuchungen an diesem Werk zeigen, dass es auf den Acta Pilati, seit dem Mittelalter oft auch als Nikodemusevangelium bezeichnet, basiert. Wahrscheinlich war der Inhalt der in Byzanz verbreiteten Acta Pilati über zitierende Quellen wie Vindicta Salvatoris oder Cura sanitatis Tiberii in den Westen gekommen.
Ein Textvergleich zeigt, dass Boron ein linnenes Grabtuch in den Acta Pilati durch den Abendmahlskelch ersetzt hat. Insbesondere die Beschreibung, wie Christus Joseph von Arimathia besucht und ihm einen Gegenstand überreicht, ist in beiden Werken mit ähnlichen Worten wiedergegeben, mit dem Unterschied, dass der Gegenstand in den Acta Pilati das Grabtuch und im Joseph d’Arimathie der Abendmahlskelch ist. In den Acta Pilati 15:6, wird neben dem Grabtuch auch ein Schweißtuch erwähnt, während de Boron schreibt, Joseph von Arimathia habe durch den Kelch überlebt und sei durch Vespasian befreit worden, welchen das Schweißtuch der Veronika geheilt habe; d. h., das Schweißtuch ist von de Boron unverändert aus den Quellen übernommen, das Grabtuch dagegen in den Abendmahlskelch umgewandelt worden.
Die etwa 1225 geschriebene Vulgate Queste, die ihrerseits eine Variante der Werke Robert de Borons ist, lässt aus dem Gral einen unbekleideten Christus erscheinen, was kaum beim Gral als Kelch, sehr wohl aber beim Gral als Grabtuch vorstellbar ist.

### Wolfram von Eschenbach
In die deutschsprachige Literatur kommt das Thema etwa zwischen 1200 und 1210 durch Wolfram von Eschenbach und seine Übersetzungsbearbeitung von Chrétiens Roman Parzival. Wolfram erweitert die Erzählung durch viele zusätzliche Quellen. Nicht nur knüpft er aus eigener Initiative und mit großem Nachdruck seinen Helden an das anglonormannische Herrscherhaus Anjou (Plantagenet) und zieht eine zweite Linie vom Gral zur Fürstensippe Gottfrieds und Balduins von Bouillon, sondern nennt auch, um Verwirrung zu stiften oder um eines literarischen Spiels willen, einen Dichter namens „Kyot, den Provenzalen“ (wahrscheinlich Guiot de Provins, ca. 1140/50–1210) als seine Hauptquelle. Sein „Ur-Parzival“ sei auch das mysteriöse Buch in der Bibliothek des Grafen von Flandern, auf das sich Chrétien de Troyes berief, der aber vieles missverstanden habe. Kyot wiederum will in Toledo ein „heidnisches“ Manuskript entdeckt und übersetzt haben, das von einem jüdischen Astronomen namens Flegetanis verfasst worden sei.
Ist der Gral bei Chrétien ein Gefäß, so wird er bei Wolfram als Stein oder Steingefäß bezeichnet, das den Namen lapis exillis trägt, den Gralsrittern Speise und Trank spendet, Verbrennen und Wiedergeburt des Phönix bewirkt, allein durch seinen Anblick eine Woche vor Tod und vor Alter schützt und Ungetauften unsichtbar ist. Seine Kräfte verdankt er einer an jedem Karfreitag von einer Taube vom Himmel gebrachten Hostie, eine eindeutig eucharistische Symbolik. Auf dem Stein erscheinen die Namen der zum Gral Berufenen.

### Helinandus
Hélinand von Froidmont (um 1160–um 1230) berichtet in seiner Chronik von vor 1204, dass ein in Britannien lebender Einsiedler eine Vision von dem Hüter eines Kelches, Joseph von Arimathia, hatte. Mit diesem Kelch soll Joseph von Arimathia das Blut Christi am Kreuz aufgefangen haben.

## Moderne Deutungen
Die mythische Gralsvorstellung des Hochmittelalters setzt sich bis in die Moderne fort. Bis heute werden Versuche unternommen, seine Geschichte aufzudecken.

### Der Gral und Maria Magdalena
Die BBC-Reporter Henry Lincoln, Michael Baigent und Richard Leigh interpretieren in ihrem populärwissenschaftlichen Buch von 1982 Der Heilige Gral und seine Erben das französische San Greal als bewusst verschlüsseltes Sang real, also als ‚königliches Blut‘, ein angeblicher Hinweis auf die Verwandtschaft mit Jesus Christus. Demnach wäre Maria Magdalena Gefährtin oder gar Ehefrau Jesu Christi.
Die Autoren beziehen sich dabei unter anderem auf das apokryphe Philippusevangelium, wo in Spruch 55 steht: „Und die Gefährtin Christi ist Maria Magdalena. Der Herr liebte sie mehr als alle anderen Jünger, und er küsste sie oftmals auf ihren Mund. Die übrigen Jünger […] sagten zu ihm: ‚Weshalb liebst du sie mehr als uns alle?‘“ Historisch betrachtet ist dies Spekulation, da die im Fund von Nag Hammadi (4. Jh.) überlieferte Stelle frühestens etwa 100 Jahre nach dem Leben Jesu von einem unbekannten Autor niedergeschrieben wurde.
Weiter wurde spekuliert, dass Magdalena nach dessen Kreuzestod gemeinsam mit Josef von Arimathäa nach Gallien geflohen und dabei von Jesus schwanger gewesen sei. So soll sie bei ihrer Flucht den Samen Christi nach Europa getragen haben. Das aus dieser Verbindung entstandene Kind sei somit der eigentliche Heilige Gral und das größte Geheimnis der Christenheit. In diesem Kind und seinen Nachfahren lebe Jesus Christus und sein Blut bis heute fort. Darüber hinaus wird versucht, eine verwandtschaftliche Verbindung des merowingischen Königshauses mit dem Haus David bzw. Jesus zu belegen.
Ursache dieser Spekulationen waren gefälschte Dokumente des Franzosen Pierre Plantard (1920–2000), welche BBC-Reporter für glaubwürdig befunden und aufgegriffen hatten. Plantard begann in den 1960er Jahren systematisch, Dokumente zu fälschen und sie glaubhaften Stellen, wie Museen, unterzuschieben, wobei er in einigen Fällen Echtheitszertifikate fälschte. Diese Dokumente wiesen alle auf eine Geheimgesellschaft Prieuré de Sion hin, die Stammbäume angeblicher Nachkommen von Jesus und Maria Magdalena aufbewahre. Zu diesen Nachkommen sollten die fränkischen Merowinger-Könige gehören und auch Pierre Plantard selbst.

### Der Gral als Schale

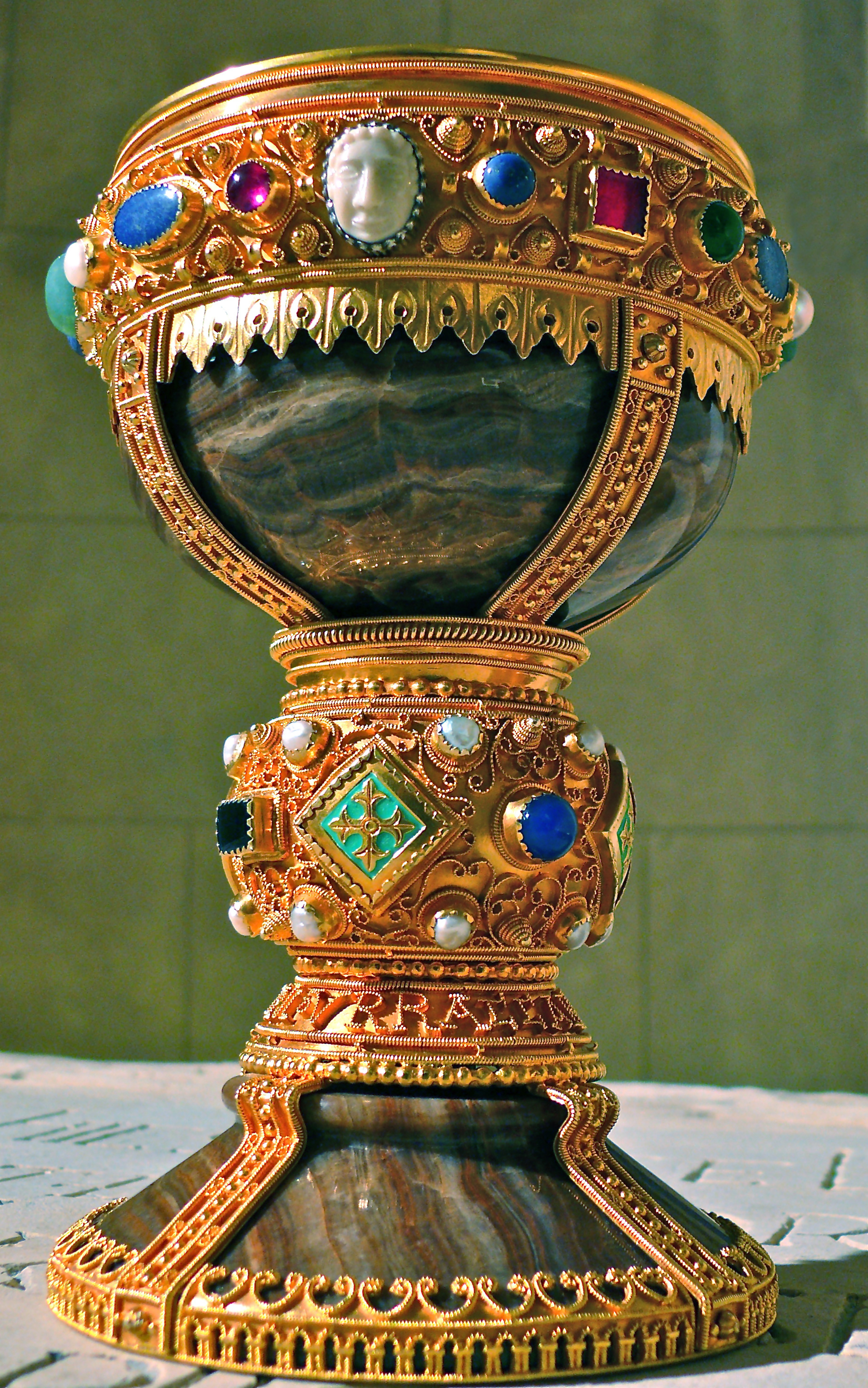
Kelch der Doña Urraca, Basilika San Isidoro, León

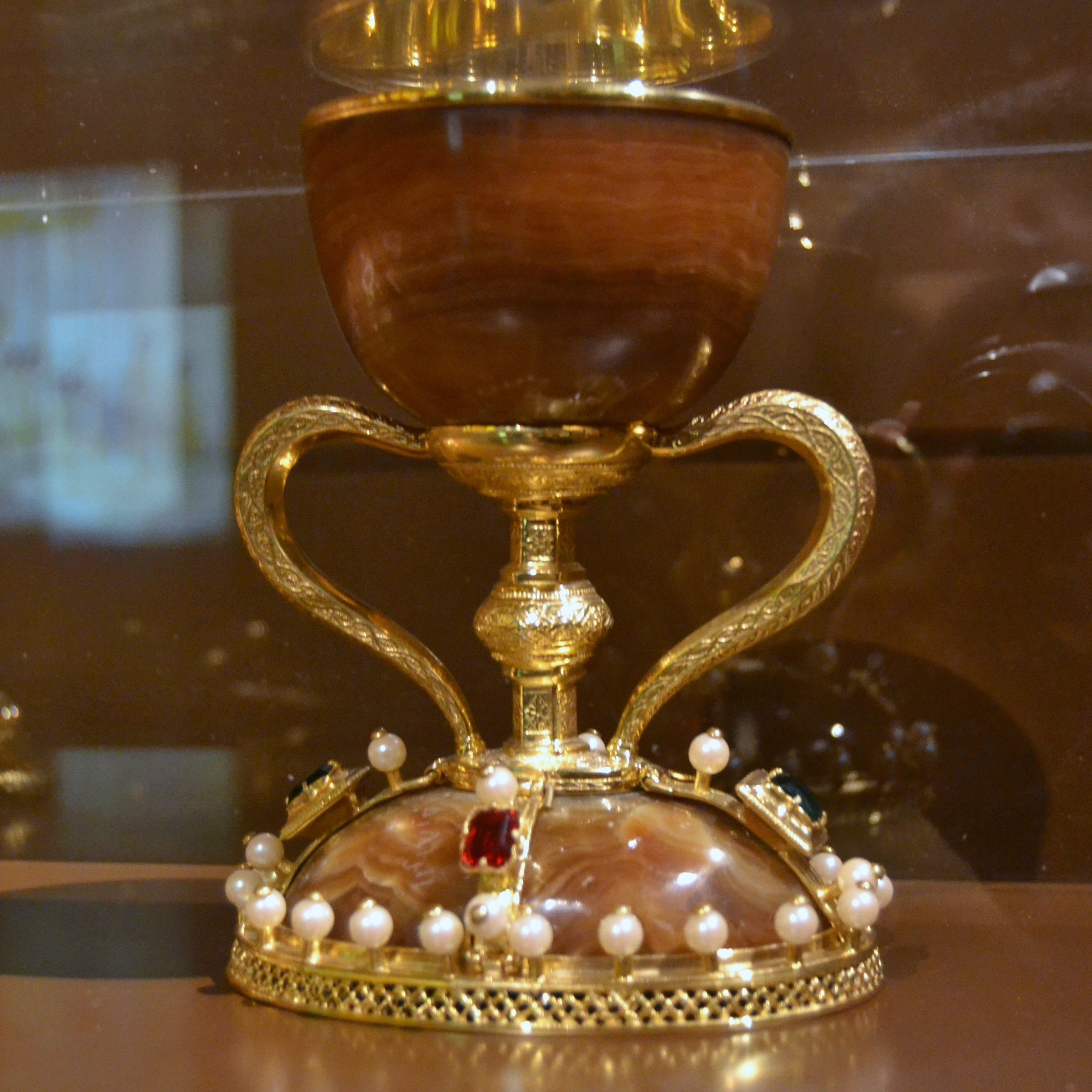
Der Kelch von Valencia

In einer anderen Interpretation ist der Gral eine Schale, die durch göttliche Fügung in der Ära von König David in einer Höhle unter dem Kreuzigungshügel Golgota versteckt wurde. Sie soll Blutstropfen, die vom Kreuz Jesu hinuntergefallen sind, aufgefangen haben. Eine solche, einst als Gral ausgegebene antike Achatschale wird in der Schatzkammer der Hofburg in Wien aufbewahrt.
In anderer Funktion, als Abendmahlsbecher Jesu, soll der als Gral angesehene Heilige Kelch (span. Santo Cáliz) gedient haben, der in der Kathedrale von Valencia aufbewahrt wird. In ihrer Dissertation behauptet die spanische Kunsthistorikerin Ana Mafé García, dass dieses Gefäß „mit einer Wahrscheinlichkeit von 99,9%“ authentisch sei, da sie nachweisen konnte, dass der Kelch hebräischer Herkunft sei und aus der Epoche des Herodes stamme und eine Inschrift an seinem Fuß auf Jesus hinweise. Ihrer Einschätzung nach sei der Kelch in Valencia das einzige erhaltene hebräische Trinkgefäß aus jener Epoche und in dieser Art weltweit.
Anders argumentieren die Historiker Margarita Torres und José Miguel Ortega del Rio, die den in der Basilika San Isidoro in der nordspanischen Stadt León ausgestellten Kelch der Doña Urraca, aufgrund ihrer Untersuchungen als den echten Gral einordnen. Dieser soll vor seiner Verbringung nach Spanien über einen Zeitraum von siebenhundert Jahren in der Grabeskirche in Jerusalem aufbewahrt worden sein. Die Achatschale im oberen Teil des Kelches, welche im Zeitraum zwischen 200 vor und 100 nach unserer Zeitrechnung entstanden sei, sei in Jerusalem als Trinkgefäß des Jesus verehrt worden. Dort sei sie gestohlen worden und zunächst nach Kairo gekommen. In der Folgezeit sei sie ausgeschmückt und zum heutigen Kelch erweitert worden. Ein Emir im seinerzeit islamischen Teil Spaniens habe sie erhalten, weil er Ägypten während einer Hungersnot geholfen habe. Dieser habe sie dann König Ferdinand, dem Vater von Doña Urraca, zum Geschenk gemacht. All dies hätten Untersuchungen zweier ägyptischer Pergamente aus dem Mittelalter ergeben, welche 2011 entdeckt worden waren.
Der Kirchenhistoriker Diarmaid MacCulloch von der Universität Oxford hingegen bezeichnete die behauptete Verbindung zwischen dem Kelch in León und dem Gral als „idiotisch“. Es sei erkannt, dass die Schale aus dem Altertum stamme, mehr aber auch nicht.

## Die Templer als Gralshüter
Wolfram von Eschenbach bezeichnet die Gralsritter in seinem Parzival als „Templeisen“, woraus einige Autoren folgerten, dass die Templer eine Zeit lang im Besitz und Hüter des Heiligen Grals gewesen sein könnten.
Etwa zur gleichen Zeit lässt der anonyme französische Prosaroman Perlesvaus den Gral nach der Zerstörung der Gralsburg verschwinden. Perlesvaus (Perceval) findet den Gral auf einer geheimnisvollen Insel wieder, wo er von Rittern bewacht wird, die ein rotes Kreuz auf weißen Waffenröcken tragen. Der Gral sei 1244 bei der Einnahme von Montségur, der Festung der Katharer, in den Besitz der Templer gelangt; die Erzählung des Perlesvaus wird als Hinweis auf eine Verbringung des Grals nach Amerika verstanden. Für diese Hypothesen gibt es keine belastbaren Quellen.

## Die Gralsburg – Identifizierungsversuche
Es gibt keinen Hinweis, dass die Gralsburg eine bestimmte Festung bezeichnet. Die Legenden berichten, dass sie versteckt nahe einem Fluss oder See liege. Nach der Verwüstung des Landes kann sie nur von einem Menschen reinen Herzens gesehen werden. Das Innere der Burg ist in einigen späten Versionen reich mit Juwelen und Edelsteinen geschmückt.
Nach der Gralsburg wurde immer wieder gesucht. Vorwiegend werden Kirchen, Türme, Burgen und Festungsruinen in England und Wales mit der Gralsburg in Verbindung gebracht, aber auch an Orte in den spanischen und französischen Pyrenäen knüpfen sich Gralssagen. Die spätere (vor allem englische) Verschmelzung von Artus- und Gralssage führte dazu, dass der Gral auch an Orten gesucht wird, zu denen Artus eine besondere Beziehung gehabt haben soll (z. B. Glastonbury, Winchester Castle).
Folgende Orte werden oft genannt:
- Die Umgebung von Glastonbury im Südwesten Englands, wo in der Abtei noch heute zur Weihnachtszeit ein wundersamer Dornenstrauch blühen soll und wo angeblich 1190 die sterblichen Überreste von Artus und Guinevere entdeckt wurden. An der Stelle der im selben Ort befindlichen St. Mary’s Chapel soll Joseph von Arimathia die erste Kirche Europas erbaut haben. Am Fuß des Glastonbury Tors befindet sich der Chalice Well (Kelchbrunnen). Dass der Brunnen seit Menschengedenken nie versiegt ist, soll damit zusammenhängen, dass einst der Heilige Gral in ihm versteckt wurde.
- Winchester Castle in Südengland, in dem heute ein runder Tisch aus dem 13. Jahrhundert gezeigt wird, der mindestens seit dem 16. Jahrhundert als derjenige der Tafelrunde König Artus’ galt.
- St. Michael’s Mount in Cornwall.
- Montségur in den französischen Pyrenäen, die letzte Festung der Katharer-Ritter, die 1244 im Albigenserkreuzzug eingenommen wurde. Nach Otto Rahn haben einige Katharer aus der belagerten Zitadelle entfliehen und dabei „den Schatz der Katharer“ retten können.
- Wolfram von Eschenbach nennt die Gralsburg Munsalvaesche (okzitan. Montsalvasch, ‚Heilsberg‘, oder Montsauvage, ‚Wilder Berg‘). Es ist nicht zu klären, ob dies ein Ort in den spanischen Pyrenäen sein soll.
- Weitgehend als gesichert gilt, dass Wolfram von Eschenbach seine Grals-Erzählung Parzival teilweise auf der Burg Wertheim und der Burg Wildenberg im Odenwald schrieb. Die beiden Orte nennt er in den Kapiteln 4 und 5.

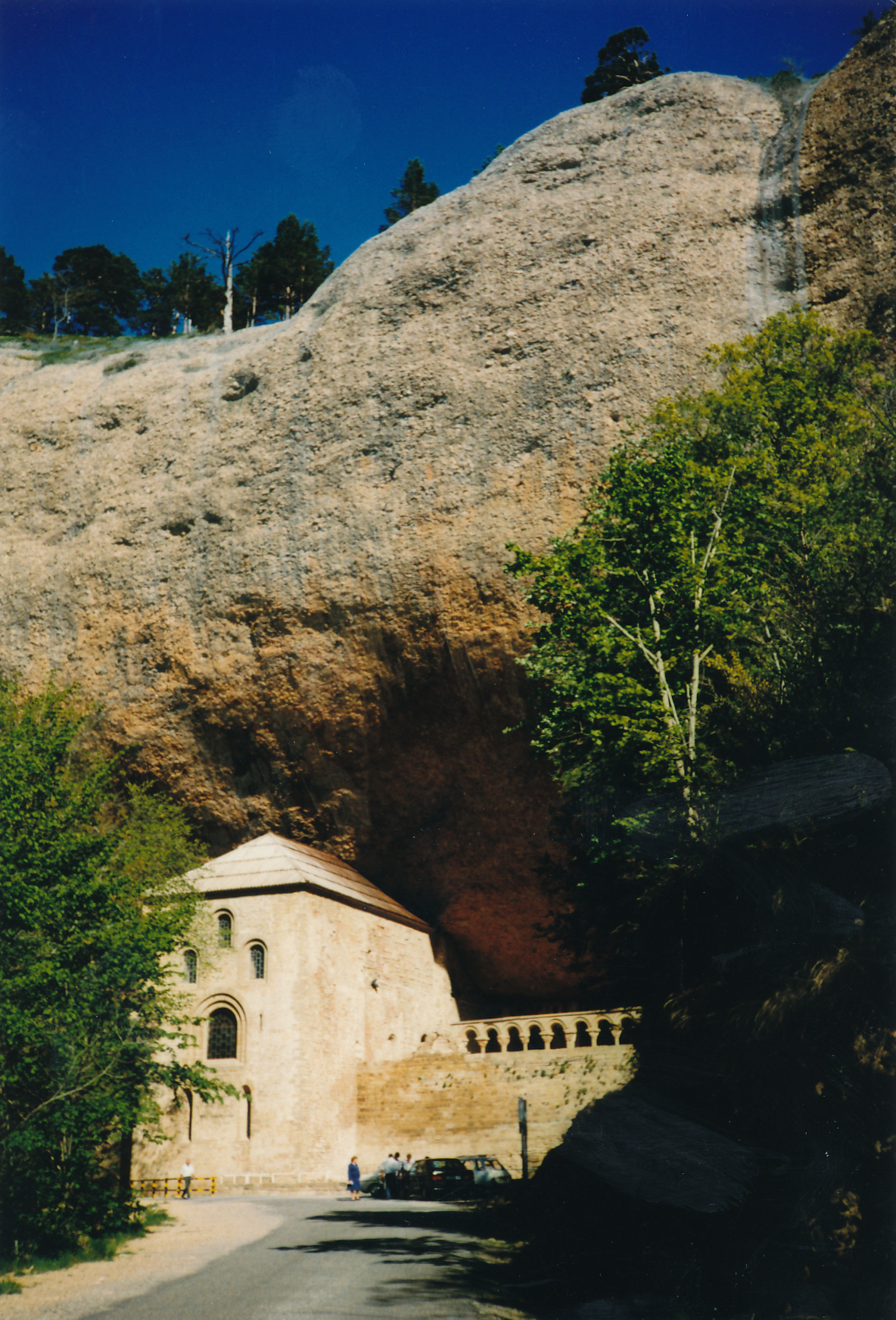
San Juan de la Peña, wo laut Legende der Heilige Gral aufbewahrt wurde

- Munsalvaesche ist auch mit der Burgruine Montsalvens im schweizerischen Greyerzerland in Verbindung gebracht worden.[13]
- San Juan de la Peña, ein Kloster in den spanischen Pyrenäen, das versteckt unter riesigen überhängenden Felsen am Boden eines tief eingeschnittenen Flusstales liegt. Laut den Klosterurkunden verehrten dort im Mittelalter Pilger die Reliquie des Santo Cáliz (heute in Valencia) als den Heiligen Gral; die mögliche Ersterwähnung von 1135 ist allerdings kein schlüssiger Beleg, während das Gefäß erst 1399 zweifelsfrei urkundlich fassbar ist.[14] Wie Hans-Wilhelm Schäfer in Kelch und Stein und Michael Hesemann in Die Entdeckung des Heiligen Grals aufzuzeigen meinen, gibt es Parallelen zwischen den Beschreibungen der Gralsburg und San Juan de la Peña, das zu Füßen des Mons Salvatoris liegt, der in der okzitanischen Landessprache Aragons auch Mont Salvatge hieß. Auch den Gralskönig Amfortas gibt es hier in Gestalt des aragonischen Königs Alfons I. „el Batallador“, in der Landessprache Anforts genannt, der 1134 zum Sterben in das Kloster gebracht wurde. Sein treuester Gefährte war der französische Ritter Rotrou Perche de Val, den Michael Hesemann als den historischen Perceval identifizierte. Widerspruch erntete Schäfer dabei vom Arabisten Paul Kunitzsch, der besonders dessen angebliche Lesart der Inschrift am Fuß des Gefäßes kritisiert.[15]
- In der Kathedrale von Valencia wird in einer Seitenkapelle ein Kelch aus Achat (Santo Cáliz) aufbewahrt, der von den Gläubigen als der Heilige Gral verehrt wird. Er trägt eine arabische Inschrift. Der spanische Archäologe Antonio Beltrán las li-z-zāḥira, Schäfer dagegen al-labṣit aṣ-ṣilliṣ, was mit der wolframschen Angabe lapsit exillis übereinstimme. Letzteres ist allerdings vom arabischen Vokabular her sinnlos, lapsit exillis ist vermutlich ein von dem des Lateinischen nicht mächtigen Wolfram korrumpiertes lapis ex coelis (‚Stein aus dem Himmel‘).
Experten datieren den mörserförmigen Steinbecher in das 1. Jahrhundert vor Christus. Auch Hesemann trägt die Hypothese vor, der in Valencia aufbewahrte Kelch sei der Abendmahlskelch Jesu, der in frühchristlicher Zeit von den Päpsten in Rom aufbewahrt wurde und von dort nach Spanien gelangte. Bei einem Besuch Benedikts XVI. in Valencia im Juli 2006 wurde der „Santo Cáliz“ dem Papst präsentiert, der am nächsten Tag mit ihm vor einer Million Menschen eine heilige Messe feierte.
- Die spätantike Achatschale, eines der beiden „unveräußerlichen Erbstücke des Hauses Habsburg“, befindet sich in der Schatzkammer des Kunsthistorischen Museums in der Wiener Hofburg. Die Schale wurde lange Zeit für den Heiligen Gral gehalten, da sie eine feine Äderung besitzt, die als geheimnisvolle Schrift interpretiert wurde.

## Der Gral in der Kunst

### Musik
Grals- und Parzivalmotive tauchen seitdem in der europäischen Literatur und Kunst in vielerlei Variationen auf. Eine der bekanntesten künstlerischen Darstellungen ist das 1882 als Bühnenweihfestspiel in Bayreuth uraufgeführte Werk Parsifal von Richard Wagner. Auch in Wagners Oper Lohengrin spielt die Sage vom heiligen Gral eine wichtige Rolle, insbesondere in der Gralserzählung zum Ende des dritten Akts („In fernem Land, unnahbar Euren Schritten“).
Die Legende vom Gral inspirierte die französische Sängerin und Songwriterin Nolwenn Leroy zu ihrem Lied Mystère, das 2005 auf ihrem Album Histoires Naturelles veröffentlicht wurde ("Mais comment ai-je pu trouver normal / Que le Graal ne soit que de métal ?").

### Bildende Kunst

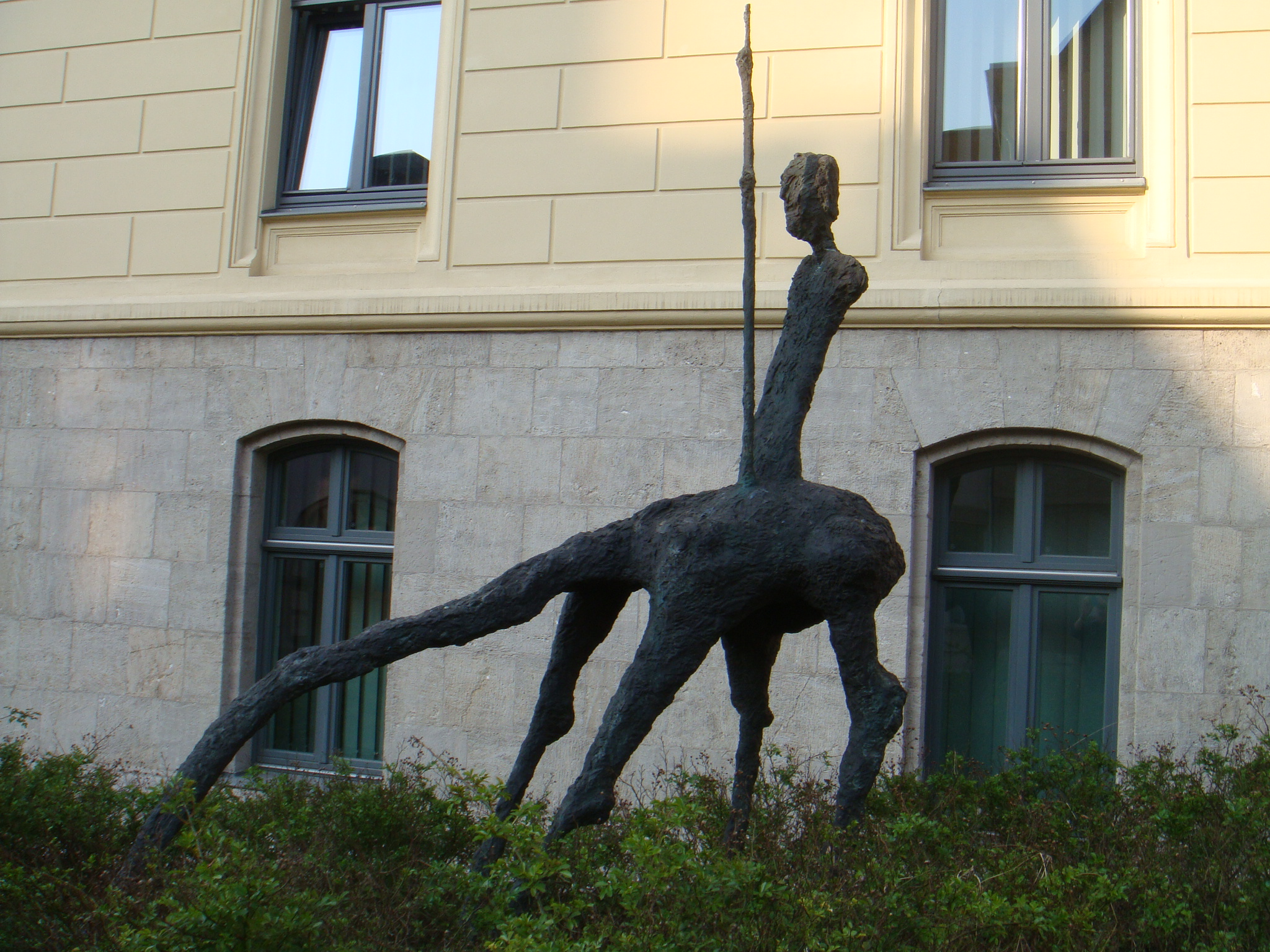
Gralsucher (2002) von Anne-Katrin Altwein als Bronzeplastik vor der Polizei-Inspektion im thüringischen Apolda

### Film
In zahlreichen Filmen begeben sich die Helden auf die Suche nach dem Gral oder dessen Entsprechung. Eine Auswahl:
- Dokumentationen zum Heiligen Gral:
  - Parsifal – Indiana Jones und Richard Wagner (Österreich 2005)
  - Terra X – Im Zeichen des heiligen Blutes. 40 Minuten, Deutschland 2001, zdf neo
  - Terra X – König Artus – Die Suche nach dem heiligen Gral (Deutschland, 2000)
- Verfilmungen der Artussage, in denen die Gralssuche vorkommt:
  - Excalibur (USA 1981)
  - Die Nebel von Avalon (USA/Deutschland/Tschechien 2001)
- Filme und Serien, in denen der Heilige Gral eine zentrale Rolle spielt:
  - Indiana Jones und der letzte Kreuzzug (USA 1989)
  - Merlin (13-teilige TV-Serie, Deutschland 1980)
  - König der Fischer (USA 1991)
  - Das Blut der Templer (Deutschland 2004)
  - The Da Vinci Code – Sakrileg (USA 2005/2006)
  - Das verlorene Labyrinth (zweiteiliger Fernsehfilm, Deutschland/Großbritannien/USA 2012)
  - Fate/stay night (Japan 2005)
  - Fate/Zero (Japan 2011)
  - Knightfall (USA 2018)
- Parodien:
  - Monty Pythons Die Ritter der Kokosnuß (Großbritannien 1975)
  - Sven Unterwaldts U-900 (Deutschland 2008)

### Spiele
Computerspiele, die den heiligen Gral thematisieren:
- The Holy Grail. 1984.
- Lancelot. 1988.
- Indiana Jones and the Last Crusade (1989)
- Grailquest. 1989.
- Conquests of Camelot: The Search for the Grail (1990)
- Monty Python & The Quest for the Holy Grail (1996)
- Gabriel Knight 3 (1999)
- Fate/stay night (2004)
- The Da Vinci Code. 2006.
- Stronghold Legends (2006)
- The First Templar (2011)

### Belletristik
In seinem Roman-Bestseller Sakrileg greift Dan Brown die Ideen von Henry Lincoln et al. auf und deutet ferner den zart dargestellten Apostel Johannes auf dem Gemälde Das letzte Abendmahl von Leonardo da Vinci als Maria Magdalena. Browns Geschichte verwendet als Elemente die in einigen gnostischen Apokryphen angesprochene Sonderstellung von Maria Magdalena im Kreise Jesu und die Legende, Maria Magdalena habe ihren Lebensabend im heutigen Südfrankreich verbracht. Dieser Roman ist 2006 als Kinofilm The Da Vinci Code – Sakrileg erschienen.
Ebenso hat Peter Berling in seinem „Gralszyklus“ (5 Bücher, mit Vorgeschichte 8 Bücher) diese Geschichte aufgenommen, in der er dieser Prieuré de Sion den Schutz zweier Kinder überträgt, deren Abstammung einmal auf den Staufferkaiser und zum anderen auf das Haus Trencavel (Carcassonne) und damit auf das Sang Real, Sangral, das Heilige Blut zurückgeht und die ein Friedenskönigtum begründen sollen. Die „Kinder des Gral“ wurden kurz vor dem Fall von Montségur gerettet. Eine Gruppe von Rittern (Tempelritter und Deutschritter), Muslimen, Katharern, Assassinen unterstützt diese Geheimgesellschaft bei der Umsetzung des „Großen Planes“.
- Peter Berling:
  - Ritter zum heiligen Grab. 2009 (Vorgeschichte zum Gralszyklus)
  - Franziskus oder das zweite Memorandum. 1990 (Vorgeschichte zum Gralszyklus)
  - Die Ketzerin. 2000 (Vorgeschichte zum Gralszyklus)
  - Die Kinder des Gral. 1991 (Grals-Zyklus Band I)
  - Das Blut der Könige. 1993 (Grals-Zyklus Band II)
  - Die Krone der Welt. 1995 (Grals-Zyklus Band III)
  - Der schwarze Kelch. 1997 (Grals-Zyklus Band IV)
  - Der Kelim der Prinzessin. 2005 (Grals-Zyklus Band V)
- Marion Zimmer Bradley:
  - Die Nebel von Avalon. Frankfurt am Main 1984
- Dan Brown:
  - Sakrileg. Lübbe 2004, ISBN 3-7857-2152-8.
- Vera Chapman:
  - Die drei Demoiselles. München 1984
- Bernard Cornwell:
  - The Grail Quest. 2000 ff.
- Susan Cooper:
  - Bevor die Flut kommt. 1965.
  - Greenwitch. 1974.
- Simon Cross:
  - Es wird dich rufen. Blue Screen Entertainment, Ludwigsburg 2011, ISBN 978-3-9810305-7-0.
- Pierre Dietz:
  - King Artus und das Geheimnis von Avalon. Historischer Roman, Edition AV, Bodenburg 2019, ISBN 978-3-86841-235-2.
- Umberto Eco:
  - Das Foucaultsche Pendel. übers. v. Burkhart Kroeber. Hanser, München 1989.
  - Baudolino. Mailand 2000; deutsch: Hanser, München 2000.
- Helene Luise Köppel:
  - Die Erbin des Grals. Rütten & Loening, Berlin 2003, ISBN 3-352-00702-0.
  - Die Ketzerin vom Montségur. Aufbau-Taschenbuchverlag, Berlin 2002, ISBN 3-7466-1869-X.
  - Die geheimen Worte. Rütten & Loening, Berlin 2005, ISBN 3-352-00718-7.
- Bettina Lehmann:
  - Anholtica, Edition 1, Der Heilige Gral. Ostina Verlag, Hinsdorf 2007, ISBN 978-3-9809604-2-7.
- Iny Lorentz:
  - Die List der Wanderhure. Historischer Roman. Droemer Knaur, München 2014, ISBN 978-3-426-66381-3.
- Rob MacGregor:
  - Indiana Jones und der letzte Kreuzzug. München 1989.
- Kate Mosse:
  - Das verlorene Labyrinth. deutsche Ausgabe: Droemer Verlag, München 2005, ISBN 3-426-19660-3.
- J. J. Preyer:
  - Gralsspur. Oerindur Verlag, Steyr 2007, ISBN 978-3-902291-20-2.
- Rainer M. Schröder:
  - Die Bruderschaft vom Heiligen Gral. (Trilogie), Arena Verlag, Würzburg 2006 f., ISBN 978-3-401-50080-5.
- Mary Stewart:
  - Flammender Kristall. München 1989.
  - Der Erbe. München 1989.
  - Merlins Abschied. München 1989.
- T. H. White:
  - Das Buch Merlin. Knaur, Düsseldorf/Köln 1980, ISBN 3-426-01032-1.
  - Der König auf Camelot. Klett-Cotta, Stuttgart 2004, ISBN 3-608-93713-7.

## Bibliographie